# Exorista longicercus
Exorista longicercus är en tvåvingeart som beskrevs av Kugler 1980. Exorista longicercus ingår i släktet Exorista och familjen parasitflugor.
Artens utbredningsområde är Israel. Inga underarter finns listade i Catalogue of Life.